# أجروليمين
أجروليمين (بالإسبانية: Agrolimen)‏ هي شركة قابضة إسبانية مُتعددة الجنسيات يقع مقرها في برشلونة برأس مال عائلي كاتالوني ، في أيدي ستة أشقاء. أسسها لويس كاروييا كانالس عام 1964 وكان رئيس مجلس إدارتها حتى وفاته عام 1990. يرتكز نشاط الشركة بشكل أساسي في قطاع المنتجات الغذائية. ومن بين أبرز علاماتها التجارية الرئيسية هي جايينا بلانكا، المُتخصصة في مُنتجات الحساء والمرق والمكرونة وغيرها من المُنتجات المطبوخة مُسبقًا، وأفينيتي، المُختصة بأغذية الحيوانات الأليفة.